# نصف جهان (فیلم)
نصف جهان فیلمی به کارگردانی و نویسندگی مرتضی شاملی ساختهٔ سال ۱۳۷۱ است.

## خلاصه داستان
یک کارگردان سینما به زادگاهش اصفهان می‌رود تا فیلمی دربارهٔ تاریخ فرهنگ شهر خود بسازد. او ناگهان یکی از شخصیت‌های فیلمنامهٔ خود را می‌بیند و او را دنبال می‌کند. کارگردان، به واسطهٔ قهرمان خود با گشت و گذار در گوشه و کنار و مشاهدهٔ آثار تاریخی شهر آنچه را که بر زادگاهش رفته و بر معماری شهر تأثیر گذاشته در ذهن مرور می‌کند. او پس از بررسی هجوم‌هایی که در طول تاریخ به شهر شده به زمان حال می‌رسد که شهر توسط هواپیماهای عراقی بمباران می‌شود. کار فیلمبرداری بر اثر حملات موشکی متوقف می‌شود. گروه فیلمبرداری شهر را ترک می‌کند، اما کارگردان برای پیدا کردن قهرمان گمشده اش در شهر می‌ماند.

## بازیگران
- ناصر آقایی
- ایرج راد
- فریبا کوثری
- گوهرتاج مهابادی
- افسانه حیدریان
- محمدعلی میانداری
- رضا ارحام صدر
- احسان شاملی